# Son Simó
Son Simó és un jaciment arqueològic consistent en un talaiot de planta circular situat a Alcúdia, Mallorca. En l'actualitat no està obert al públic.